# Guido Streichsbier
Guido Streichsbier (Karlsruhe, 21 ottobre 1969) è un allenatore di calcio, dirigente sportivo ed ex calciatore tedesco, di ruolo centrocampista.